# Thelonious Monk Quartet with John Coltrane at Carnegie Hall
Thelonious Monk Quartet with John Coltrane at Carnegie Hall – album koncertowy kwartetu Theloniousa Monka z Johnem Coltrane’em wydany przez wytwórnię Blue Note Records w 2005.
Album zawiera nagrania dokonane podczas koncertu „Thanksgiving Jazz”, który odbył się 29 listopada 1957 w Carnegie Hall w Nowym Jorku. Był to koncert na rzecz Morningside Community Center w Harlemie. Organizatorem był Kenneth Lee Karpe. Na koncercie wystąpili również: Billie Holiday, Dizzy Gillespie, Ray Charles, Sonny Rollins oraz Chet Baker z Zootem Simsem.
Nagrań dokonano dla „Głosu Ameryki”. Taśmy zostały złożone w Bibliotece Kongresu, gdzie zostały odkryte w 2005 przez Larry’ego Applebauma. Nagrania pochodzą z koncertu popołudniowego (utwory 1-5) i wieczornego (utwory 6-9).

## Lista utworów
| 1. | „Monk's Mood” (Thelonious Monk)                                 | 7:52  |
|    |                                                                 |       |
| 2. | „Evidence” (Thelonious Monk)                                    | 4:41  |
|    |                                                                 |       |
| 3. | „Crepuscule with Nellie” (Thelonious Monk)                      | 4:41  |
|    |                                                                 |       |
| 4. | „Nutty” (Thelonious Monk)                                       | 5:03  |
|    |                                                                 |       |
| 5. | „Epistrophy” (Thelonious Monk, Kenny Clarke)                    | 4:28  |
|    |                                                                 |       |
| 6. | „Bye-Ya” (Thelonious Monk)                                      | 6:31  |
|    |                                                                 |       |
| 7. | „Sweet and Lovely” (Gus Arnheim, Charles Daniels, Harry Tobias) | 9:34  |
|    |                                                                 |       |
| 8. | „Blue Monk” (Thelonious Monk)                                   | 6:30  |
|    |                                                                 |       |
| 9. | „Epistrophy” niekompletne                                       | 2:24  |
|    |                                                                 |       |
|    |                                                                 | 51:44 |
|    |                                                                 |       |

## Twórcy
- Thelonious Monk – fortepian
- John Coltrane – saksofon tenorowy
- Ahmed Abdul-Malik – kontrabas
- Shadow Wilson – perkusja